# Adelheid van Blois
Adelheid van Blois (ook wel Adelheid van Frankrijk genoemd; Frans: Alix de France, Adélaïde de France, Aélis de Blois; 1150 - 1197/1198) was de tweede dochter van koning Lodewijk VII van Frankrijk uit zijn eerste huwelijk met Eleonora van Aquitanië. Ze werd naar haar tante aan moederskant Petronilla vernoemd, die eveneens "Adelheid" werd genoemd. De geboorte van een tweede dochter in plaats van de verhoopte zoon zou het reeds wankele huwelijk tussen haar ouders nog meer doen wankelen en amper twee jaar na Adelheids geboorte zou het huwelijk worden ontbonden (1152).
Adelheid en haar oudere zus, Maria, werden van hun moeder gescheiden, die onverwijld het Franse hof verliet, naar Poitiers trok en daar met Hendrik Plantagenet trouwde. Maria en Adelheid werden ondanks de ontbinding van het huwelijk van hun ouders als legitieme nakomelingen beschouwd en stonden onder de voogdij van hun vader Lodewijk, die tweemaal zou hertrouwen. Na de dood van haar vader zou Adelheids halfbroer aan vaderskant over Frankrijk heersen (Filips II Augustus), terwijl kort daarop een halfbroer aan moederskant (Richard) koning van Engeland werd.
In 1164 trouwde Adelheid met Theobald V van Blois, terwijl haar zus Maria met diens broer Hendrik in het huwelijk trad (deze waren broers van Lodewijks derde echtgenote, Adelheid van Champagne). Toen Theobald op Kruistocht trok, nam Adelheid het regentschap over zijn gebieden waar, wat ze ook na diens dood in 1191 namens haar minderjarige zoon voortzette.
Zijzelf is vermoedelijk rond 1197/1198 overleden.
Uit haar huwelijk met Theobald V van Blois kwamen zeven kinderen voort:
1. Theobald (jong gestorven)
2. Filips (jong gestorven)
3. Hendrik (jong gestorven)
4. Lodewijk van Champagne (- 1205)
5. Adelheid, abdis van Fontevrault
6. Margaretha van Blois (ca. 1170 - 12 juli 1230), paltsgravin van Bourgondië, in 1218 gravin van Blois en Châteaudun,
∞ 1) Hugo III van Oisy, kastelein (châtelain) van Kamerijk (Cambrai);
∞ 2) Otto I, Paltsgraaf van Bourgondië;
∞ 3) Wouter II van Avesnes, heer van Avesnes, Guise, enz.
7. Elisabeth (Isabella) van Blois (- 1248), gravin van Chartres en Romorantin, die aan haar neef Theobald VI het graafschap Chartres en de heerlijkheid Château-Renault overliet
∞ 1) Sulpicius III van Amboise
∞ 2) Jan II van Montmirail (- 1240/1244), baron van Montmirail, heer van Oisy en Crèvecœur, kastelein (châtelain) van Kamerijk (Cambrai)

## Voorouders
| Voorouders van Adelheid van Blois (1150-1198) | Voorouders van Adelheid van Blois (1150-1198)                                   | Voorouders van Adelheid van Blois (1150-1198)                                   | Voorouders van Adelheid van Blois (1150-1198)                                   | Voorouders van Adelheid van Blois (1150-1198)                                   | Voorouders van Adelheid van Blois (1150-1198)                               | Voorouders van Adelheid van Blois (1150-1198)                               | Voorouders van Adelheid van Blois (1150-1198)                               | Voorouders van Adelheid van Blois (1150-1198)                               |
| --------------------------------------------- | ------------------------------------------------------------------------------- | ------------------------------------------------------------------------------- | ------------------------------------------------------------------------------- | ------------------------------------------------------------------------------- | --------------------------------------------------------------------------- | --------------------------------------------------------------------------- | --------------------------------------------------------------------------- | --------------------------------------------------------------------------- |
| Overgrootouders                               | Filips I van Frankrijk (1052-1108) ∞ Bertha van Holland (1058-1094)             | Filips I van Frankrijk (1052-1108) ∞ Bertha van Holland (1058-1094)             | Humbert II van Savoye (1072-1103) ∞ Gisela van Bourgondië (1075-1133)           | Humbert II van Savoye (1072-1103) ∞ Gisela van Bourgondië (1075-1133)           | Willem IX van Aquitanië (1071-1126) ∞ Filippa van Toulouse (1073-1117)      | Willem IX van Aquitanië (1071-1126) ∞ Filippa van Toulouse (1073-1117)      | Aimery I van Châtellerault (-) ∞ Amalberga (-)                              | Aimery I van Châtellerault (-) ∞ Amalberga (-)                              |
| Grootouders                                   | Lodewijk VI van Frankrijk (1081-1137) ∞ 1115 Adelheid van Maurienne (1092-1154) | Lodewijk VI van Frankrijk (1081-1137) ∞ 1115 Adelheid van Maurienne (1092-1154) | Lodewijk VI van Frankrijk (1081-1137) ∞ 1115 Adelheid van Maurienne (1092-1154) | Lodewijk VI van Frankrijk (1081-1137) ∞ 1115 Adelheid van Maurienne (1092-1154) | Willem X van Aquitanië (1099-1137) ∞ Aenor van Chatellerault                | Willem X van Aquitanië (1099-1137) ∞ Aenor van Chatellerault                | Willem X van Aquitanië (1099-1137) ∞ Aenor van Chatellerault                | Willem X van Aquitanië (1099-1137) ∞ Aenor van Chatellerault                |
| Ouders                                        | Lodewijk VII van Frankrijk (1120-1180) ∞ Eleonora van Aquitanië (1122-1204)     | Lodewijk VII van Frankrijk (1120-1180) ∞ Eleonora van Aquitanië (1122-1204)     | Lodewijk VII van Frankrijk (1120-1180) ∞ Eleonora van Aquitanië (1122-1204)     | Lodewijk VII van Frankrijk (1120-1180) ∞ Eleonora van Aquitanië (1122-1204)     | Lodewijk VII van Frankrijk (1120-1180) ∞ Eleonora van Aquitanië (1122-1204) | Lodewijk VII van Frankrijk (1120-1180) ∞ Eleonora van Aquitanië (1122-1204) | Lodewijk VII van Frankrijk (1120-1180) ∞ Eleonora van Aquitanië (1122-1204) | Lodewijk VII van Frankrijk (1120-1180) ∞ Eleonora van Aquitanië (1122-1204) |

## Referentie
- Dit artikel of een eerdere versie ervan is een (gedeeltelijke) vertaling van het artikel Alix_von_Frankreich,_Gräfin_von_Blois op de Duitstalige Wikipedia, dat onder de licentie Creative Commons Naamsvermelding/Gelijk delen valt. Zie de bewerkingsgeschiedenis aldaar.